# كاريل ألبرت
كاريل ألبرت هو ملحن بلجيكي، ولد في 16 أبريل 1901 في أنتويرب في بلجيكا، وتوفي في 23 مايو 1987 في Liedekerke ‏ في بلجيكا.

## وصلات خارجية
- كاريل ألبرت على موقع ميوزك برينز (الإنجليزية)